# Derivada aritmètica
En la teoria de nombres, la derivada aritmètica, o derivada numèrica, és una funció definida per a enters, basada en la seva descomposició en factors primers, per analogia amb la regla de producte de la derivada d'una funció que es fa servir en l'anàlisi.

## Definició
Per a nombres naturals es defineix de la manera següent:
- {\displaystyle \scriptstyle p'=1\!} per a qualsevol nombre primer {\displaystyle \scriptstyle p\!}.
- {\displaystyle \scriptstyle (ab)'=a'b+ab'\!} per a qualsevol {\displaystyle \scriptstyle a{\textrm {,}}b\in \mathbb {N} } (Regla del producte).

Per tal que coincideixi amb la regla del producte {\displaystyle 1'} es defineix com {\displaystyle 0}, tal com és {\displaystyle 0'}. Explícitament, suposant que
{\displaystyle x=p_{1}^{e_{1}}\cdots p_{k}^{e_{k}}{\textrm {,}}}
on {\displaystyle p_{1},\dots ,p_{k}} són nombres primers diferents i {\displaystyle e_{1},\dots ,e_{k}} són enters positius. Llavors
{\displaystyle x'=\sum _{i=1}^{k}e_{i}p_{1}^{e_{1}}\cdots p_{i}^{e_{i}-1}\cdots p_{k}^{e_{k}}=\sum _{i=1}^{k}{\frac {e_{i}}{p_{i}}}x.}
La derivada aritmètica també compleix la regla de la potència (per a nombres primers):
{\displaystyle (p^{a})'=ap^{a-1}{\textrm {,}}\!}
on {\displaystyle p} és primer i {\displaystyle a} és un enter positiu. Per exemple
{\displaystyle {\begin{aligned}81'=(3^{4})'&=(9\cdot 9)'=9'\cdot 9+9\cdot 9'=2[9(3\cdot 3)']\\&=2[9(3'\cdot 3+3\cdot 3')]=2[9\cdot 6]=108=4\cdot 3^{3}.\end{aligned}}}
La successió de derivades aritmètiques per k = 0, 1, 2... comença (successió A003415 a l'OEIS):
0, 0, 1, 1, 4, 1, 5, 1, 12, 6, 7, 1, 16, 1, 9, ....
E.j. Barbeau va ser el primer a formalitzar aquesta definició. L'estenia a tots els enters demostrant que {\displaystyle (-x)'=-x'} defineix unívocament la derivada sobre els enters. Barbeau també l'estenia a nombres racionals. Victor Ufnarovski i Bo Åhlander l'estenien a certs irrationals. En aquestes ampliacions, la fórmula de damunt encara s'aplica, però els exponents {\displaystyle e_{i}} es permet que siguin nombres racionals arbitraris.

## Rellevància per a la teoria de nombres
Ufnarovski i Åhlander han detallat la connexió de la funció a conjectures teòriques de nombre famoses com la conjectura dels nombres primers bessons, la conjectura de nombres primers trigèmins, i la Conjectura de Goldbach. Per exemple, la conjectura de Goldbach implicaria, per a cada k > 1 existeix un n de manera que n' = 2k. La conjectura dels nombres primers bessons implicaria que hi hagi una quantitat infinita de k per als quals k'' = 1.